# 瓦西苏皮西
瓦西苏皮西（法語：Vassy-sous-Pisy，法語發音：[vasi su pizi]，意为“皮西下方的瓦西”；2010年之前名为瓦西 (Vassy)）是法国勃艮第-弗朗什-孔泰大区约讷省的一个市镇，属于阿瓦隆区。

## 地理
瓦西苏皮西（47°34'9"N, 4°10'4"E）面积7.45 平方千米，位于法国勃艮第-弗朗什-孔泰大區约讷省，该省份为法国中北部内陆省份，西接卢瓦雷省，西北接塞纳-马恩省，南至涅夫勒省，东临科多尔省，东北与奥布省接壤。
与瓦西苏皮西接壤的市镇（或旧市镇、城区）包括：比耶里莱贝勒方丹、科尔桑、凡莱穆捷、皮西。

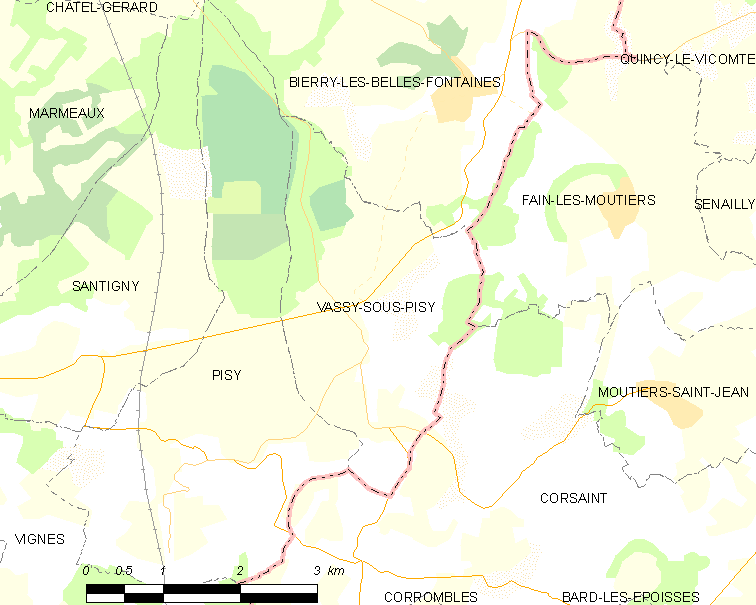
瓦西苏皮西的OSM定位图

瓦西苏皮西的时区为UTC+01:00、UTC+02:00（夏令时）。

## 行政
瓦西苏皮西的邮政编码为89420，INSEE市镇编码为89431。

## 政治
瓦西苏皮西所属的省级选区为沙布利县。

## 人口

1962-2008年间瓦西苏皮西人口变化图示

瓦西苏皮西于2022年1月1日时的人口数量为62人。